# Melanosoma
Melanosoma is een geslacht van insecten uit de familie van de blaaskopvliegen (Conopidae), die tot de orde tweevleugeligen (Diptera) behoort.

## Soorten
- M. bicolor (Meigen, 1824)
- M. mundum Czerny, 1909
- M. nigritarse Strobl, 1902